# Động cơ Stirling

Động cơ Stirling kiểu Alpha. Có hai hình trụ. Xi lanh giãn nở (màu đỏ) được duy trì ở nhiệt độ cao trong khi xi lanh nén (màu xanh lam) được làm mát. Lối đi giữa hai xi lanh chứa bộ tái sinh.

Động cơ Stirling kiểu beta. Chỉ có một hình trụ, nóng ở một đầu và lạnh ở đầu kia. Một bộ chuyển vị lắp lỏng làm kín không khí giữa các đầu nóng và lạnh của xi lanh. Một piston trợ lực ở đầu hở của xi lanh dẫn động bánh đà.

Động cơ Stirling là một động cơ nhiệt đốt ngoài sử dụng piston. Nó đã được sáng chế và phát triển bởi Robert Stirling vào năm 1816.
Đây là loại động cơ nhiệt có hiệu suất cao, có thể đạt tới 50% đến 80% hiệu suất lý tưởng của chu trình nhiệt động lực học thuận nghịch (như chu trình Carnot) trong việc chuyển hóa nhiệt năng thành công năng, chỉ bị mất mát do ma sát và giới hạn của vật liệu. Động cơ này cũng hoạt động được trên nhiều nguồn nhiệt, từ năng lượng Mặt Trời, phản ứng hóa học đến phản ứng hạt nhân.
Động cơ Stirling có thể có giá thành cao hơn các động cơ đốt trong cùng công suất, nhưng có những đặc tính thích nghi cho nhiều ứng dụng. Nó có hiệu suất cao hơn, không gây nhiều tiếng ồn, hoạt động ổn định và bền, không cần bảo dưỡng nhiều, và có thể hoạt động với chênh lệch nhiệt độ giữa nguồn nóng và nguồn lạnh trong dải rộng từ cỡ chục độ C đến hàng nghìn độ C.
Với giá thành năng lượng đang tăng những năm đầu thế kỷ 21, cùng với lo lắng về sự nóng lên của Trái Đất, các động cơ Stirling đang dần được quan tâm để đưa vào các nhà máy phát điện với năng lượng tái tạo và lĩnh vực hàng không vũ trụ.

## Cấu tạo

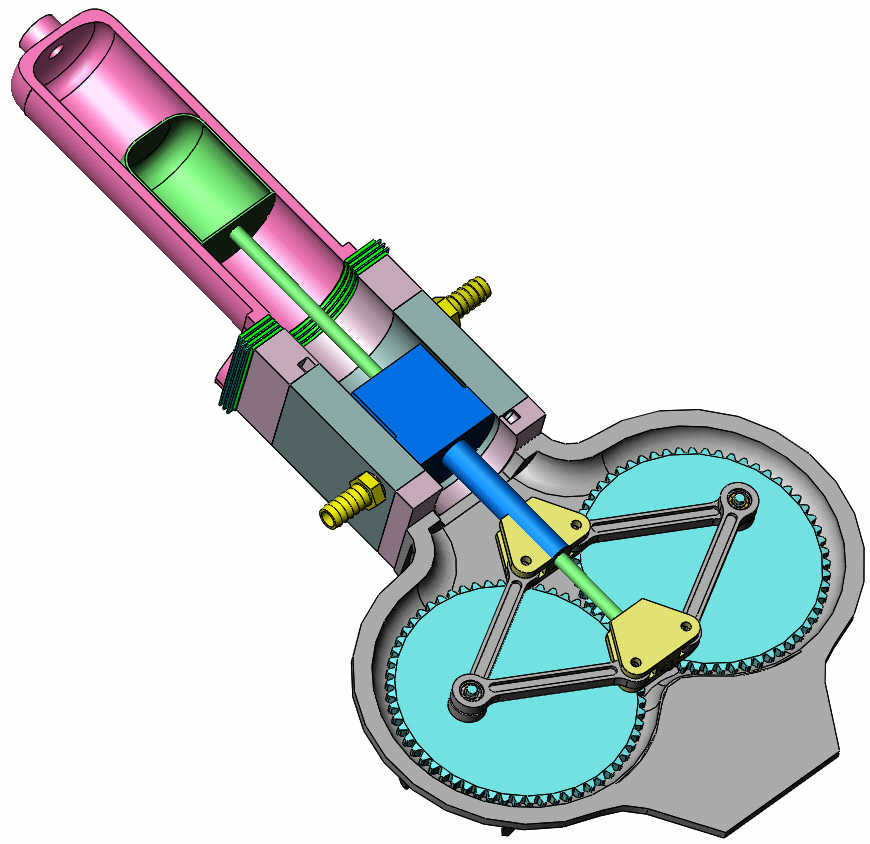
Thiết kế động cơ Stirling kiểu beta, với con chạy (màu xanh lá cây) và piston chịu lực (màu xanh lam) cùng kết nối với bánh đà (màu xanh lơ) qua các trục khuỷu hình thoi. Khí trong buồng được di chuyển qua lại giữa phần nóng (có màu hồng) và phần lạnh (có màu xám) nhờ vào sự qua lại của con chạy. Con chạy có đường kính nhỏ hơn đường kính xy lanh, do đó khí có thể lọt qua khe giữa nó và xy lanh để đi qua lại giữa phần nóng và phần lạnh. Piston có đường kính khít với đường kính xy lanh và chịu lực để nhận công thực hiện bởi khối khí hoặc thực hiện công lên khối khí.

Các thiết kế khác nhau của động cơ Stirling thường có một khối khí bao bọc trong buồng kín, trong đó chất khí có thể là không khí, hydro hay heli. Buồng chứa chất khí có hai phần, một phần tiếp xúc với nguồn nhiệt có nhiệt độ cao, phần kia tiếp xúc với nơi có nhiệt độ thấp.
Trong quá trình hoạt động, khối khí trong buồng sẽ được đẩy qua đẩy lại từ phần nóng sang phần lạnh hoặc ngược lại, nhờ vào sự di chuyển của các piston hoặc các con chạy có chức năng hoán đổi thể tích chứa khí giữa hai phần. Khối khí khi dao động qua lại giữa phần nóng và phần lạnh sẽ thực hiện công lên một piston chịu lực. Piston chịu lực sẽ vận hành bánh đà và máy móc bên ngoài, đồng thời có thể điều khiển sự di chuyển của các piston hoặc con chạy để di chuyển khối khí qua lại giữa hai phần nóng và lạnh.
Trong hầu hết các thiết kế, không cần thiết có van để đóng mở dòng lưu thông của khí, do đó hệ thống cơ học khá đơn giản và có độ tin cậy cao.
Một bộ phận quan trọng trong động cơ Stirling là phần giữ nhiệt, nằm trên đường di chuyển của khối khí từ phần nóng sang phần lạnh, thường làm bằng khối dây kim loại. Nó có tác dụng hấp thụ nhiệt của khối khí từ phần nóng đi qua, lưu giữ nhiệt năng này, và hâm nóng khối khí đi từ phần lạnh tới. Phần này có tác dụng làm tăng đáng kể hiệu suất của động cơ, và là một chi tiết quan trọng trong sáng chế của Robert Stirling năm 1816. Trong một số thiết kế, con chạy vừa đóng vai trò đẩy khí qua lại giữa phần nóng và phần lạnh, vừa có vai trò giữ nhiệt.

## Hoạt động

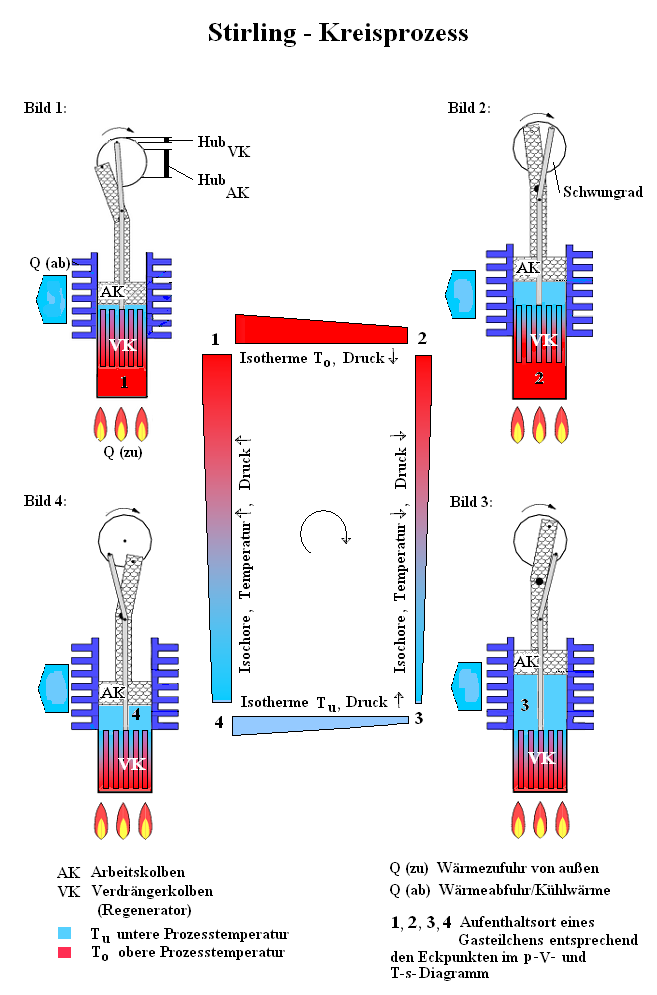
Chu trình Stirling cho một động cơ Stirling theo thiết kế beta. 1->2: hâm nóng đẳng tích - piston chịu lực đi lên & con chạy bắt đầu đi xuống (khối khí đang bị dồn về phần nóng); 2->3: giãn nở đẳng nhiệt - piston chịu lực bắt đầu đi xuống & con chạy đi xuống, 3->4: làm lạnh đẳng tích - piston chịu lực đi xuống & con chạy bắt đầu đi lên (khối khí đang bị dồn về phần lạnh), 4->1: nén đẳng nhiệt - piston chịu lực bắt đầu đi lên & con chạy đi lên.

Động cơ Stirling hoạt động theo chu trình Stirling gồm bốn giai đoạn: làm lạnh, nén, hâm nóng và giãn nở.
Chu trình Stirling lý tưởng là một chu trình nhiệt động lực học thuận nghịch và do đó có cùng hiệu suất với chu trình Carnot (khi hoạt động giữa các nguồn nhiệt giống nhau). Hiệu suất thực tế thấp hơn, nhưng cao hơn động cơ đốt ngoài khác như động cơ hơi nước và cao hơn hầu hết các động cơ đốt trong hiện đại (động cơ Diesel hay động cơ xăng).
Bốn quá trình của chu trình Stirling lý tưởng là:
1. làm lạnh đẳng tích
2. nén đẳng nhiệt
3. hâm nóng đẳng tích
4. giãn nở đẳng nhiệt

Chu trình lý tưởng này có sự biến đổi thể tích và áp suất đột ngột giữa các giai đoạn. Chu trình Stirling thực tế có sự chuyển tiếp từ từ hơn. Trên thực tế, quá trình làm lạnh hay hâm nóng có thể có hiệu suất nằm giữa 100% (đẳng nhiệt), tới 0% (đoạn nhiệt). Quá trình nén hoặc giãn nở thực tế có thể mô tả bằng quá trình oplytropic :
P V n = k(hoặc C)
với P là áp suất, V là thể tích, k là hằng số, và n nằm trong giới hạn:
{\displaystyle 1\leq n\leq {\frac {c_{p}}{c_{V}}}\leq 2}
ở đây cV là nhiệt dung riêng tại thể tích không đổi (tính theo J/kgK), cP là nhiệt dung riêng ở áp suất không đổi (J/kgK).
Ma sát và thất thoát nhiệt (do truyền trực tiếp từ phần nóng sang phần lạnh) là nguyên nhân chính khiến cho hiệu suất của chu trình Stirling thực tế chỉ bằng khoảng một nửa hiệu suất của chu trình Carnot hoạt động giữa cùng các nguồn nhiệt..

## Phân loại
Có nhiều thiết kế cho động cơ Stirling.

### Loại alpha
Động cơ Stirling loại alpha có hai piston chịu lực nằm tại xy lanh nóng (tiếp xúc với nguồn nhiệt độ cao) và xy lanh lạnh (tiếp xúc với nơi làm mát). Loại thiết kế này cho ra công suất cao với một kích thước động cơ nhỏ gọn. Tuy nhiên, xy lanh và piston làm việc tại nhiệt độ cao sẽ chịu các hạn chế kỹ thuật, như tuổi thọ của chúng.

### Loại beta
Động cơ Stirling loại beta có duy nhất một piston chịu lực nằm đồng trục với con chạy. Chỉ có piston chịu lực khớp khít với xy lanh, còn con chạy không khít với xy lanh và không thực hiện công cơ học lên khối khí mà chỉ có tác dụng di chuyển khối khí từ bên nóng sang bên lạnh và ngược lại. Khi khối khí bị đẩy sang bên phần nóng, nó sẽ giãn nở và thực hiện công lên piston chịu lực. Trong thiết kế này, piston chịu lực luôn nằm bên phần lạnh và do đó không chịu hạn chế kỹ thuật do nhiệt độ cao gây ra.

### Loại gamma
Động cơ Stirling loại gamma thực chất là động cơ loại beta nhưng piston chịu lực nằm trong xy lanh riêng cạnh xy lanh chứa con chạy . Khối khí có thể di chuyển giữa hai xy lanh nhưng vẫn nằm trong một thể tích kín chung. Thiết kế này có tỷ số nén thấp nhưng đơn giản.

### Piston tự do

Động cơ Stirling piston tự do, liên kết với máy phát điện tịnh tiến, thiết kế bởi NASA.

Có nhiều thiết kế trong đó piston (và con chạy) được tự do di chuyển không cần liên kết với nhau hay với các hệ thống cơ học bên ngoài. Sự dao động qua lại của piston chịu lực có thể vận hành máy phát điện tịnh tiến; đồng thời các máy phát điện tịnh tiến có thể hoạt động ở chế độ ngược, trong đó dòng điện được cung cấp để điều hòa sự di chuyển của piston và con chạy. Các piston có thể làm bằng chất lỏng hay bằng màng ngăn là chất dẻo đàn hồi để đơn giản hóa vấn đề bôi trơn.

### Các loại khác
Một số nhà sáng chế cũng theo đuổi việc thiết kế động cơ Stirling quay, trong đó khối khí trực tiếp tạo ra mômen lực để quay máy móc .
Cũng có thiết kế để động cơ Stirling hoạt động như máy bơm nước, trong đó nước đóng vai trò tản nhiệt luôn cho phần lạnh.

## Ưu điểm và nhược điểm

### Ưu điểm
- Buồng đốt đặt ngoài, việc đốt diễn ra liên tục, có thể kiểm soát không để dư thừa nhiên liệu, nên hạn chế phát thải độc hại so với việc đốt theo chu trình trong buồng bên trong.
- Tận dụng bất cứ nguồn nhiệt nào.
- Nhiều thiết kế có piston nằm bên phần lạnh nên giảm vấn đề bôi trơn, tăng tuổi thọ, độ tin cậy. Không cần van, hệ thống cơ học đơn giản, hệ thống cung cấp chất đốt đơn giản và tùy chọn cũng là những yếu tố tăng độ tin cậy cho động cơ.
- Hoạt động ở áp suất thấp, do đó an toàn và nhỏ gọn hơn động cơ hơi nước.
- Không cần nguồn cung cấp không khí (nếu nguồn nhiệt không lấy từ việc đốt nhiên liệu) nên có thể hoạt động dưới tàu ngầm hay trong vũ trụ.
- Có thể hoạt động dễ dàng hơn trong thời tiết giá lạnh so với các động cơ đốt trong.

### Nhược điểm
- Cần có bộ phận trao đổi nhiệt ở phần nóng và phần lạnh có hiệu suất cao.
- Bộ phận làm mát (tản nhiệt) ở buồng lạnh có thể phức tạp và chiếm nhiều không gian.
- Công suất và tốc độ khó thay đổi nhanh.
- Động cơ Stirling chứa không khí không cho hiệu suất cao bằng các động cơ Stirling chứa hydro hay heli. Tuy nhiên, hydro gây ra nhiều khó khăn kỹ thuật như độ thất thoát cao.

## Ứng dụng

### Hệ thống cung cấp điện năng và nhiệt năng
WhisperGen, một công ty ở New Zealand có trụ sở ở Christchurch, đã chế tạo các máy phát điện và cung cấp nhiệt dùng động cơ Stirling mang tên microCHP. Chúng dùng khí thiên nhiên để vừa sản xuất điện bán cho lưới điện công cộng, vừa đun nóng nước. Năm 2004, họ công bố đã bán 80.000 máy như này cho các hộ gia đình ở Anh. 20 máy khác đã được thử nghiệm ở Đức năm 2006.

### Tận dụng năng lượng Mặt Trời

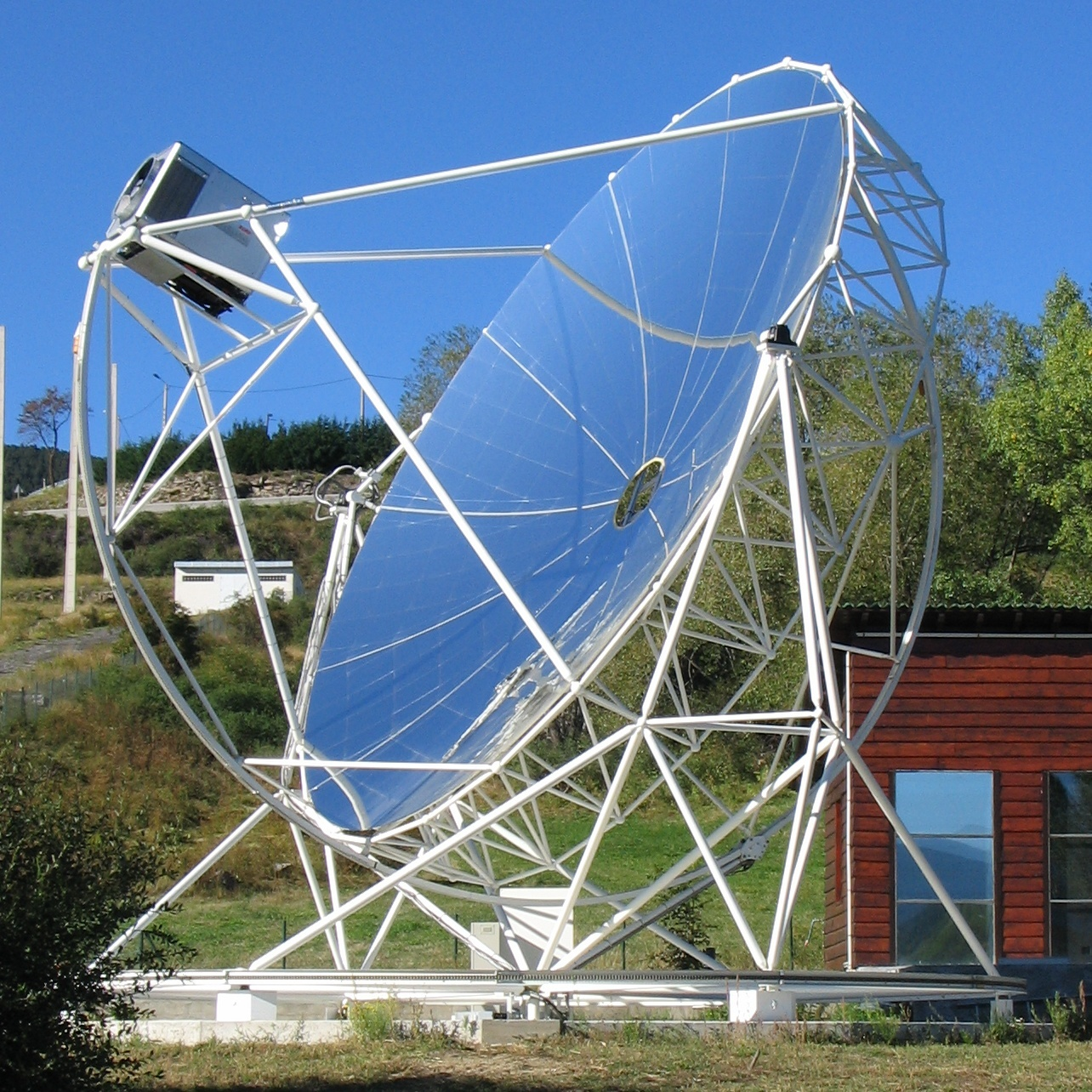
Máy phát điện dùng gương lõm tập trung ánh nắng vào đầu nóng của động cơ Stirling nằm ở tiêu điểm của gương.

Các máy phát điện hội tụ ánh sáng mặt Trời vào động cơ Stirling cho hiệu suất cao hơn pin Mặt Trời. Ngày 11 tháng 8 năm 2005, Southern California Edison công bố Lưu trữ ngày 15 tháng 3 năm 2006 tại Wayback Machine việc mua các máy phát điện năng lượng Mặt Trời dùng động cơ Stirling từ Stirling Energy Systems trong vòng 20 năm với số lượng (20.000 chiếc) đủ để tạo ra 500 megawatt điện năng. Các hệ thống này được lắp đặt trên một vùng rộng 19 km² để hứng ánh nắng Mặt Trời.
Các động cơ Stirling có thể tận dụng năng lượng Mặt Trời để bơm nước, thay vì phát điện, cho những công trình thủy lợi. Luồng nước vào ra có chức năng tản nhiệt luôn cho phần lạnh của động cơ.

### Máy lạnh Stirling
Khi thực hiện công vào piston chịu lực, chênh lệch nhiệt độ sẽ xuất hiện tại đầu nóng và đầu lạnh của động cơ Stirling. Cơ chế này có thể được ứng dụng để tạo ra nhiệt độ thấp tại đầu lạnh, là ngăn lạnh của tủ lạnh hay buồng lạnh của điều hòa nhiệt độ. Đầu nóng sẽ được tản nhiệt vào môi trường.
Cũng như với động cơ Stirling, hiệu suất của máy lạnh Stirling cũng tăng lên khi có bộ phận lưu nhiệt nằm giữa đầu nóng và đầu lạnh.
Philips đã sản xuất những máy lạnh để tạo ra nitơ lỏng vào những năm 1950, và đơn vị này vẫn đang hoạt động trong lĩnh vực chế tạo máy lạnh Stirling.
Máy lạnh nhiệt âm học cũng hoạt động với chu trình Stirling trên sóng âm có biên độ lớn.
Công cung cấp cho máy lạnh Stirling có thể lấy từ động cơ Stirling khác. Hệ thống như vậy có thể thu ánh nắng Mặt Trời để làm mát nhà cửa bên trong (ánh nắng cấp nhiệt cho một động cơ Stirling, động cơ này làm vận hành một máy lạnh Stirling, và máy lạnh Stirling làm mát căn nhà), và có ưu điểm là trời càng nắng nóng thì nhà càng được làm mát.

### Các ứng dụng khác
Động cơ Stirling đã được lắp đặt trên tàu ngầm bởi Kockums Lưu trữ ngày 23 tháng 6 năm 2005 tại Wayback Machine, một cơ sở đóng tàu của Thụy Điển.
Động cơ Stirling có tiềm năng ứng dụng trong nhà máy phát điện dùng năng lượng hạt nhân hoặc địa nhiệt.
Động cơ Stirling cũng đã được nghiên cứu để ứng dụng trên máy bay.
Những mô hình động cơ Stirling loại gamma nhỏ gọn và chỉ cần hơi ấm bàn tay để vận hành có thể được dùng để giảng dạy.

### Chung
(Tiếng Anh)
- Trang động cơ Stirling Lưu trữ ngày 13 tháng 1 năm 2007 tại Wayback Machine của NASA

### Bằng sáng chế
(Tiếng Anh)
- Bằng sáng chế Hoa Kỳ số 20050242232 cho máy bay chạy bằng năng lượng Mặt Trời dùng động cơ Stirling. Lưu trữ ngày 18 tháng 2 năm 2006 tại Wayback Machine

### Hội đoàn
(Tiếng Anh)
- Hiệp hội động cơ Stirling Lưu trữ ngày 17 tháng 1 năm 2007 tại Wayback Machine

### Nghiệp dư
(Tiếng Anh)
- Tự làm một động cơ Stirling bằng lon nước uống bằng nhôm Lưu trữ ngày 11 tháng 9 năm 2007 tại Wayback Machine
- Tự làm động cơ Stirling
- Động cơ Stirling quay

(Tiếng Nhật)
- Động cơ Stirling

(Tiếng Đức)
- Các miếng bìa để lắp một động cơ Stirling chạy bằng nhiệt của chén trà nóng Lưu trữ ngày 29 tháng 9 năm 2007 tại Wayback Machine

(Tiếng Ba Lan)
- Thông tin về động cơ Stirling Lưu trữ ngày 8 tháng 1 năm 2007 tại Wayback Machine